# Federación Ecuestre de Chile
La Federación Ecuestre de Chile es el órgano rector de la actividad deportiva nacional; está afiliada a la Federación Ecuestre Internacional. Agrupa a ocho disciplinas: adiestramiento, concurso completo de equitación, enduro ecuestre, enganche, paraecuestre, ponis, rienda y salto, además de seis asociaciones (Santiago, Valparaíso, Concepción, Temuco, Sur y Enduro), quienes a su vez, agrupan a más de 40 clubes en el país.

## Historia
El 27 de noviembre de 1923 se reunieron por primera vez, a iniciativa del Santiago Paperchase Club, los clubes civiles y militares con el propósito de encauzar los destinos de la hípica nacional y crear un organismo superior que velara por su desarrollo y progreso.
Fue así como nació la Asociación de Paperchase de Chile, cuyo directorio estuvo constituido por Aquiles Vergara, Teniente Coronel Carlos Ibáñez, Cardemio Ramírez, los Mayores Mauricio Hartard y Helmuth Hacusel y el Capitán Óscar Fuentes.
El 30 de noviembre de 1934 se reformaron los estatutos de la Asociación y se cambió su nombre por el de Federación Nacional de Deportes Ecuestres (F.N.D.E.).
En 1935 la F.N.D.E. se afilió a la Federación Ecuestre Internacional, con lo que extendió así su campo de acción.
En 1955 y, ante una asamblea general extraordinaria, con la asistencia de los delegados de todos los clubes, se reformaron sus estatutos ante notario y se cambió el nombre de Federación Nacional de Deportes Ecuestres por el de Federación Ecuestre de Chile.
Finalmente, los estatutos fueron modificados en 1977, con lo que se cambió también la organización de la Federación, en cuanto que quedó formada por las Asociaciones Ecuestres de Valparaíso, Santiago, Concepción y Valdivia y no directamente por los clubes como se establecía en la anterior normativa. La reforma fue aprobada por Decreto 1366 de Ministerio de Hacienda, el 1 de octubre de 1979, y se publicó en el Diario Oficial 17 días más tarde.